# Arthur Conolly

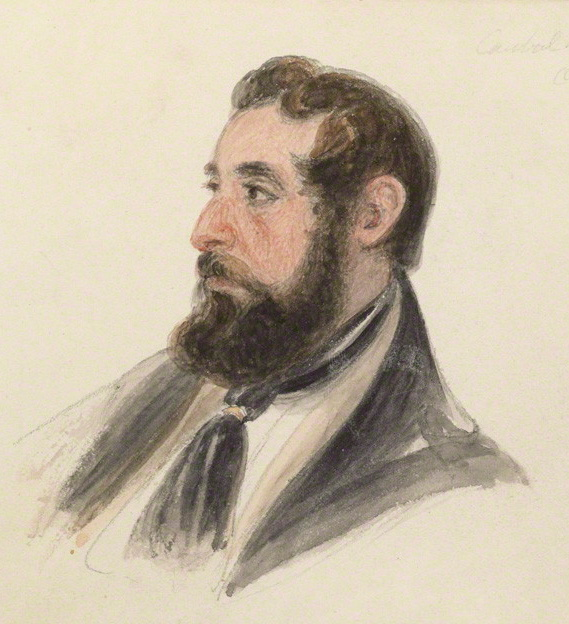
Arthur Conolly

Zeitgenössische Darstellung von Stoddarts und Conollys (rechts) Verhaftung

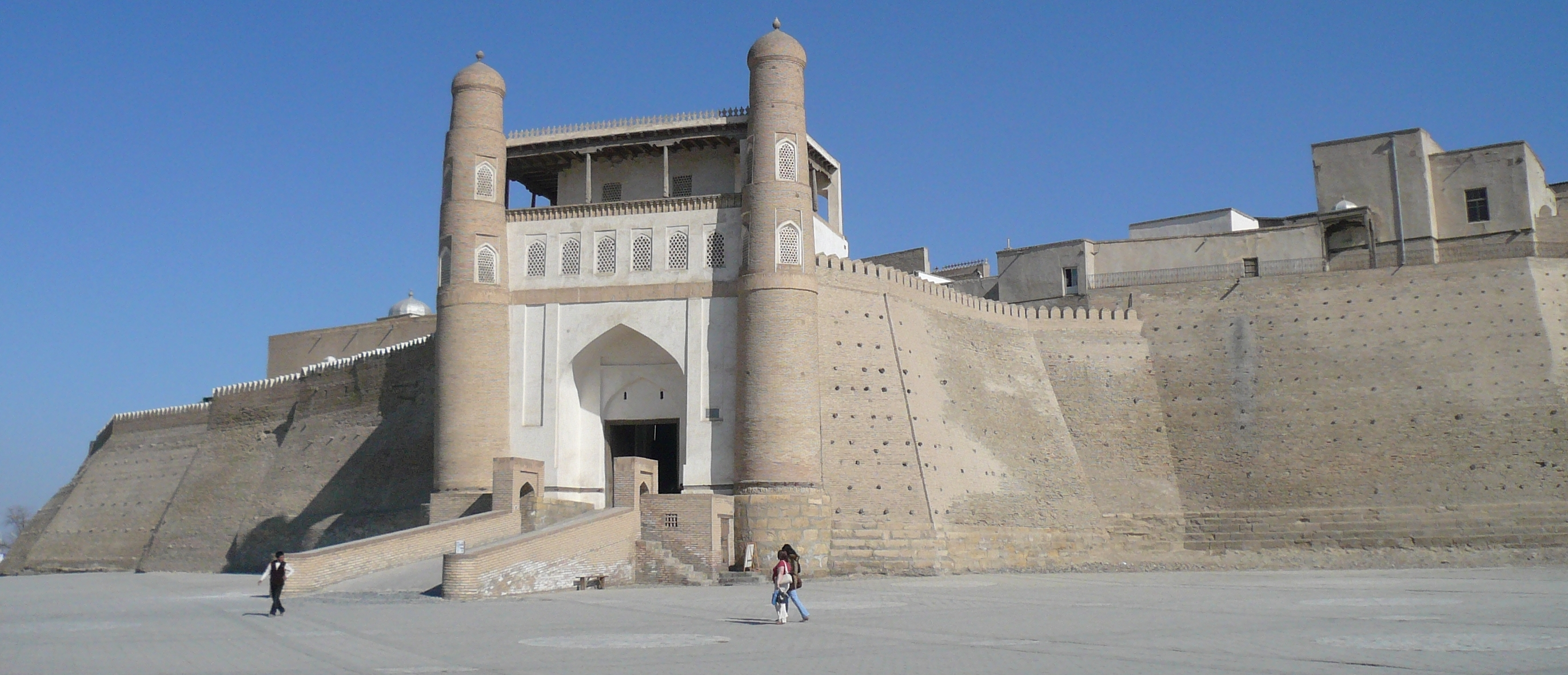
Die Zitadelle Ark in Buchara

Arthur Conolly (* 2. Juli 1807 in London; † enthauptet am 17. Juni 1842 in Buchara) war ein britischer Reisender, Militär und Diplomat.

## Leben
Conolly wurde am 2. Juli 1807 als dritter von sechs Söhnen des in Indien zu Reichtum gekommenen Valentine Conolly geboren. Bereits mit zwölf wurde er zum Waisen, als seine Eltern im Abstand weniger Tage verstarben. Im Januar 1823 wurde er Cornet der 6th Bengal Native Light Cavalry. Am 13. Mai 1825 wurde er zum Lieutenant befördert, am 30. Juli 1838 zum Captain.
Nachdem er sich in England von einer Krankheit erholt hatte, erhielt er die Erlaubnis, auf dem Landweg nach Indien zurückkehren zu dürfen. Am 10. August 1829 reiste er über Hamburg, Sankt Petersburg, Tiflis und Teheran nach Astrabad. Hier verkleidete er sich als landestypischer Händler und verließ die Stadt am 26. April 1830 Richtung Xiva.
Auf dem Weg wurde er gefangen genommen und ausgeraubt, entging aber dem Verkauf in die Sklaverei und wurde freigelassen. Er kehrte nach Astrabad zurück und reiste nun über Maschhad, Herat und Kandahar nach Indien, das er am 14. Januar 1831 erreichte. 1834 wurde er Assistent des Regierungsagenten in Rajputana.
1838 kehrte er auf Heimaturlaub nach London zurück.
Da zu dieser Zeit russische und persische Bürger in den zentralasiatischen Staaten Chiwa, Khokand und Buchara in die Sklaverei verkauft wurden, beschloss Russland Strafexpeditionen in die Region zu entsenden und stand davor, seinen Einfluss auf Zentralasien auszudehnen. Dies wiederum verursachte in London Unruhe im Hinblick auf die Sicherheit des von der British East India Company beherrschten Indien. Conolly schlug nun vor, diesen Zustand durch Verhandlungen mit den dortigen Machthabern zu beseitigen und eine Allianz dieser Staaten gegen das russische Vordringen in Zentralasien zu organisieren.
Conolly verließ am 11. Februar 1839, von Lord Auckland mit Empfehlungsschreiben ausgestattet, London. Nach einem Aufenthalt in Indien erreichte er im Frühling 1840 Kabul, wo er im Stab des britischen Gesandten William Hay Macnaghten Verwendung fand und an der Eroberung Afghanistans im Ersten Anglo-Afghanischen Kriegs teilnahm.
Er verließ Afghanistan Ende September und reiste über Merw nach Xiva und Kokand. Er erreichte Buchara im Oktober 1841 und wollte dort auf die Freilassung des seit Dezember 1838 inhaftierten Charles Stoddart hinwirken.
Zuerst wurde Conolly freundlich aufgenommen. Da der Emir aber keine Antwort auf einen an Königin Victoria gesandten Brief erhielt, fühlte er sich vor den Kopf gestoßen oder hielt Conolly für einen Betrüger. Als Großbritannien schließlich im Ersten Anglo-Afghanischer Krieg mit dem Rückzug Generalmajor William Elphinstones eine militärische Niederlage erlitt, beschloss der Emir, seine beiden Gefangenen hinrichten zu lassen.
Am 17. Juni 1842 wurden Conolly und Stoddart auf dem Platz vor der Zitadelle Ark als Spione enthauptet.
Conolly prägte in einem Brief an einen Freund den Begriff „The Great Game“.

## Schriften
- A Journey to the North of India. Zwei Bände. London 1834.